# Susuacanga hatsueae
Susuacanga hatsueae är en skalbaggsart som först beskrevs av Chemsak och Giesbert 1986.  Susuacanga hatsueae ingår i släktet Susuacanga och familjen långhorningar. Inga underarter finns listade i Catalogue of Life.